# Marianne Costa
Pour les articles homonymes, voir Costa.
Marianne Costa est une artiste, écrivain, comédienne et traductrice française, née en 1966.

## Publications
- Pin-up Chrysalide, Maelström 2004  (ISBN 2930355212)[1]
- No Woman's land, roman, Grasset 2004  (ISBN 9782246663010)[2],[3]
- La Voie du tarot, en coécriture avec Alejandro Jodorowsky Albin Michel, Paris, 2004  (ISBN 2-226-15191-5)
- Mort et Vie, Maelström 2010  (ISBN 978-2-87505-045-8)
- Metagenealogie : la famille, un trésor et un piège, en coécriture avec Alejandro Jodorowsky, Albin Michel, Paris, 2011  (ISBN 2226221611)[4]
- Filles seules, roman graphique en collaboration avec Vincent Larue, Maelström 2018  (ISBN 978-2-87505-306-0)
- Le Tarot pas à pas : iconographie, histoire, interprétation, lecture, Dervy 2019  (ISBN 979-1-02-420286-0)[5]

### Traductions (bibliographie sélective)
- Le Magicien d'Oz Frank L. Baum (traduit de l’américain), Éd. Hachette, 1993. (ISBN 978-2-01019-879-3)
- Poète aveugle Lawrence Ferlinghetti (traduit de l’américain), Éd. Maëlstrom, en coédition avec Le Veilleur éditions, 2004.
- Les pierres du chemin: Piedras del camino Alejandro Jodorowsky (traduit de l’espagnol), Éd. Maëlstrom, 2004.
- Bookleg # 2: Démocratie totalitaire Lawrence Ferlinghetti (traduit de l'américain), Éd. Maelström, 2005.
- Solo de Amor : D'amour seul Alejandro Jodorowsky (traduit de l’espagnol), Éd. Maëlstrom, 2007
- A Coney Island of the Mind et autres poèmes Lawrence Ferlinghetti (traduit de l'américain), Éd. MaelstrÖm reEvolution, 2008.
- Poésie Art de l'Insurrection Lawrence Ferlinghetti, Éd. MaelstrÖm reEvolution, 2012.
- Fast speaking woman : Femme qui parle vite Anne Waldman (traduit de l'américain) Éd. Maelström, 2010 et 2021

## Filmographie
- 2004 : Rien, voilà l'ordre de Jacques Baratier
- 2007 : L'Histoire de Richard O. de Damien Odoul[6]
- 2011 : The Exchange de Cynthia Mitchell[7],[8]
- 2018 : Cambio Pelle ma non Te, série 6 épisodes de Filippo Losito[9],[10]